# Francesco Dini
Francesco Dini, né le 29 avril 1661 à Lucignano et mort vers 1735, est un avocat et historien italien.

## Biographie
Né  le 29 avril 1661 à Lucignano, mort vers 1735 (encore vivant en 1735), Francesco Dini s’applique à l’étude de l’histoire et des antiquités ecclésiastiques. Il compose plusieurs ouvrages précieux sur la recherche de l’esprit critique, écrits qui n’ont pas contribué à une notoriété à l'auteur.

## Œuvres
- Antiquitatum Etruriæ, seu De situ Clanarum fragmenta historica, deque rebus faeliciter gestis civitatis Aretinæ, Clusinæ, ac Cortonensis cum Senensibus, Florentinis, Exterisque, Sinigaglia, 1696, in-4°, reimprimée dans le t. 8 du Thesaurus antiquitatum Italiæ de Grævius ;
- Vindiciæ martyrologii ac Breviarii romani, sive observationes in acta Venantii et aliorum martyrum adversus Dan. Papebrochium, Venise, 1701, in-4° ;
- Dell’origine, patria, famiglia di C. Mecenate dissertatione storica, Venise, 1704, in-4°. L’auteur s’attache particulièrement dans cet ouvrage à relever les erreurs où sont tombés Juste Lipse et Meibomius en parlant de Mécène.
- De Antiquitatibus Umbrorum Tuscorumque sede ac imperio, deque Camerio ac Camertibus a  Sylla excisis dissertatio historica, Venise, 1704, in-4°, reimprimée dans le t. 8 du Thesaurus antiquitatum Italiæ de Grævius. Cet ouvrage est dirigé contre Flavius Blondus, Sigonius, Cluvier et Papenbroeck.
- Dissertatio historico-critica de translatione et collocatione corporis S. Bartholomæi in insula Lycaonia, seu vindiciæ Breviarii romani, etc., agitur incidenter de translatione corporis S. Benedicti in Galliam et de monachatu D. Gregorii papæ, Venise, 1707, in-4° ;
- Ars poetica in pluribus dissertationibus comicas, pastoritias, tragicas, tragico-comicas Tassi, Bonarelli, Quinot, Petri Cornelii, Guarini, aliorumque, ad crisim revocantibus perquisita et vindicata, Lucques, 1713, in-4°.